# Brachypogon fagicola
Brachypogon fagicola är en tvåvingeart som beskrevs av Delecolle och Schiegg 1999. Brachypogon fagicola ingår i släktet Brachypogon och familjen svidknott. Inga underarter finns listade i Catalogue of Life.